# راشيل كريستي
راشيل كريستي (بالإنجليزية: Rachel Christie)‏ هي متسابقة ملكة الجمال بريطانية، ولدت في 24 يوليو 1989 في لندن في المملكة المتحدة.